# Конрад I (герцог Меранский)
Конрад I Меранский (нем. Konrad I. von Meranien, Konrad II. von Dachau; ум. 8 февраля 1159) — первый герцог Меранский с 1153 года, граф Дахау (под именем Конрад II) с 1152 по 1156 годы.
Старший из двух сыновей Конрада I фон Шейерн-Дахау и его жены Виллибирг фон Крайн-Орламюнде.
От отца унаследовал Дахау, от матери — земли в Далмации, раньше входившие в Крайнскую марку.
В 1153 году был утверждён герцогом Мерании, Далмации и Хорватии (первый из Виттельсбахов носил герцогский титул). В 1156 году уступил Дахау младшему брату Арнольду.
Погиб в битве при Бергамо (Италия).

## Семья
Конрад I Меранский был женат дважды:
- первая жена (ок. 1139) — Адельгейда (ум. до 6 февраля 1146), дочь Генриха Лимбургского, герцога Нижней Лотарингии.
- вторая жена — Удильгильда (или Матильда), дочь графа Рудольфа фон Фалькенштейн.

Дети (кто от какой жены — не известно)
- Гедвига фон Дахау (ум. 1174/1176)
- Конрад II фон Дахау (ум. 8 октября 1180/1182).